# Impossible Creatures
Impossible Creatures (укр. Неможливі істоти) — відеогра жанру стратегії в реальному часі, розроблена Relic Entertainment за сприяння Microsoft Game Studios. Вийшла в 2002 році.
Головною особливістю гри є те, що всі істоти в армії створюються особисто гравцем шляхом схрещування різних тварин.

## Ігровий процес

База і війська гравця

Гравець керує базою і військами для виконання поставленого завдання. В кампанії це сюжетні завдання на кшталт досягнути вказаної позиції. У багатокористувацькій грі існує три типи завдань: знищити центр ворожої бази, знищити всі її будівлі, або вбити ворожого героя. В армії одночасно може бути 9 видів істот.
Основою бази слугує Лабораторія, де замовляються робітники і проводяться дослідження для отримання доступу до сильніших військ. Робітники розбудовують базу, а також добувають ресурси і, при дослідженні відповідної здібності, лікують війська. Всього в грі існує два типи ресурсів — енергія (англ. Energy) і вугілля (англ. Coal). Енергія добувається автоматично за допомогою блискавковідводів або турбін на гейзерах. Вугілля одержується з покладів, його добувають і приносять до Лабораторії робітники або герої. Біля кожної бази є початкові поклади, решта розкидані по місцевості навколо.
Споруди поділяються на основні та просунуті. Перші включають Лабораторію, додаткові точки збору вугілля, добувачі енергії, фабрики істот і прості оборонні споруди. Просунуті надають доступ до вдосконалень істот, економіки, бази, протиповітряної оборони та транспортного гірокоптера, з допомогою якого можна швидко перевозити війська. Характеристики споруд, військ і робітників можуть вдосконалюватися за певну плату. В Лабораторії можна активувати радар, який короткочасно показує всі ворожі будівлі та війська.
В кампанії гравець знаходить види, які потім може схрещувати, отримуючи максимум 127392 комбінацій з 76-и видів (51 без доповнення). Назви гібридів автоматично будуються з частин назв вихідних істот. В багатокористувацьких сутичках це наперед визначені тварини, набір яких залежить від обраного героя. Тварини поділяються на наземних, водних і повітряних. Вони володіють багатьма характеристиками і здібностями. Наприклад, деякі є отруйними і завдають нападникам ушкоджень при простому контакті. Гравець може об'єднати тварин в групи, максимум до 10-и груп.

## Сюжет
Події відбуваються в першій половині XX століття. Під час експерименту доктора Еріка Чанікова (англ. Eric Chanikov) з «Променем смерті» в Тунгусці відбувається вибух, в якому гине його дружина. Чаніков залишається з сином Рексом, якого відправляє до Північної Америки, а сам іде в добровільне вигнання на віддалений архіпелаг. Звідти він оголошує про створення технології «Сигма», що дозволяє створювати нових істот з двох звичайних тварин. Проте світова спільнота не звертає уваги на Чанікова.
У 1937 році Рексу (англ. Rex Chance) приходить лист з проханням прибути до батька. Рекс, у минулому військовий журналіст, вирушає на архіпелаг. Там він знаходить порожню лабораторію, де ледве рятується від істот, зроблених з двох різних видів. Рекс потрапляє в полон до Аптона Юліуса (англ. Upton Julias), котрий командує істотами. Але його визволяє Люсі Віллінг (англ. Lucy Willing), помічниця Чанікова, з якою він дізнається більше про технологію «Сигма» і захищається від нападів. Від поплічника Аптона, китобійника Вайті Хутена, Рекс дізнається, що батька вбив Аптон. Пізніше він перемагає істот Хутена, а його корабель потопляє.
Проводячи дедалі більше часу біля «Сигми», Рекс усвідомлює, що в ньому пробуджуються непоясненні здібності. Рекса і Люсі намагаються знищити орнітолог Веліка Ла Пет з армією літаючих створінь, і Отіс Ґанґліон, котрий поєднує частини тварин з допомогою спеціального препарату. Аптон викрадає Люсі, що змушує Рекса переконати Отіса допомогти йому.
Від Отіса Рекс дізнається про своє минуле і плани Аптона покорити світ. Коли вони відшукують лиходія, той пояснює, що викликав Рекса аби вивчити його здібності з керування тваринами. Отіс зраджує Рекса та повертається до Аптона, але їх всіх вдається перемогти.
Юліус спрямовує на Рекса револьвер, але той, на подив, розвертається і йде зі словами «Прощавай, Юліусе». В цей момент лиходія хапає скерований ним велетенський птах та відносить в невідомому напрямі. З-під завалів вибирається Люсі і обнімає Рекса. На питання чи все скінчилося, Рекс ствердно відповідає і його очі стають білими, як і в гібридів.

## Технологічні особливості
У грі є бібліотека моделей, «скелетів» і текстур істот різних типів. Кожен компонент комбайнера істот працює з іншим фрагментом. Спочатку скелетний комбайнер змінює розмір частин «скелета», таких як кінцівки чи хвіст. Для всіх істот загальна схема «скелета» однакова, наприклад, лапи завжди прикріплюються до тулуба в тому самому місці. Генератор геометрії підлаштовує геометрію відповідних частин тіл істот одну до одної. Текстурний комбайнер створює плавні переходи між текстурами і накладає їх на геометрію. Анімації об'єднуються за принципом знаходження середнього значення.

## Доповнення
Insect Invasion (укр. Вторгнення комах) — безкоштовне доповнення від Relic, що додає до базових істот нові види, в більшості комах і павуків. Також дає нові можливості для істот, технології, і 6 карт для багатокористувацької гри. Вийшло в 2004 році. Входить до складу версії гри, поширюваної у Steam.

## Оцінки й відгуки
| Агрегатор  | Оцінка |
| ---------- | ------ |
| Metacritic | 72/100 |

| Видання        | Оцінка |
| -------------- | ------ |
| AllGame        | [ 8 ]  |
| Edge           | 5/10   |
| Eurogamer      | 7/10   |
| Game Informer  | 7.5/10 |
| GamePro        | [ 12 ] |
| GameRevolution | B      |
| GameSpot       | 7.9/10 |
| GameSpy        | [ 15 ] |
| GameZone       | 8.5/10 |
| IGN            | 8.3/10 |
| PC Gamer (США) | 85 %   |

Impossible Creatures зібрала загалом високі оцінки, отримавши на агрегаторі Metacritic 72 бали зі 100.
Gamechronicles оцінили гру найвище, давши 93 бали зі 100. «Ця гра цілком про інновації та пошуки нового, що робить її однією з найживучіших ігор у жанрі RTS».
В IGN гру було оцінено у 8,3 бала з 10 з вердиктом «Хоча це не найкраща RTS, Impossible Creatures — це гарна, весела і дуже творча гра. Якщо ви шукаєте нових твістів у старому жанрі, можливо, це саме те, що вам потрібно аби знову ним зацікавитися. Якщо ви загалом новачок у жанрі, це вельми цікавий шлях, щоб почати».